# Elof Cardelius
Elof Carl Fredrik Cardelius, född 22 oktober 1902 i Göteborg, död 4 mars 1982 i Stockholm, var en svensk ämbetsman. 
Cardelius, som var son till landskontorist August Carlsson och Frida Svensson, blev juris kandidat vid Uppsala universitet 1928. Han blev amanuens vid Riksräkenskapsverket 1929, revisor vid marinförvaltningen 1937, sekreterare i allmänna lönenämnden 1939, blev kanslichef i statens krisrevision 1942, i statens sakrevision 1944–1954 (styrelseledamot 1951–1961, ställföreträdande ordförande 1960–1961), överdirektör och chef för Kontrollstyrelsen 1954 och var dess generaldirektör 1959–1970. Han var styrelseledamot i Statens bakteriologiska laboratorium 1954–1958 (ordförande 1956–1958), sekreterare i riksdagens verks lönenämnd 1942–1946, ledamot och ordförande i statliga kommittéer och utredningar, ledamot av Riksrevisionsverket 1961–1971, ordförande i kilometerskattenämnden 1971–1972 och skattmästare i Svenska institutet i Rom 1971–1974. Cardelius är begravd på Djursholms begravningsplats.